# فحص الانجذاب الكيميائي

يمكن إثبات عملية الانجذاب الكيميائي باستخدام اختبار أنبوب شعري (كما هو موضح أعلاه). تستشعر بدائيات النوى المتحركة المواد الكيميائية في بيئتها وتغير حركتها وفقًا لذلك. في حالة عدم وجود مواد كيميائية، تكون الحركة عشوائية تمامًا. عند وجود مادة كيميائية طاردة أو جاذبة، تتغير حركتها؛ يصبح التمدد أطول ويقل تواتر التقلبات بحيث يمكن تحقيق الحركة الصافية تجاه المادة الكيميائية أو بعيدًا عنها. يمكن رؤية حركة الشبكة في الدورق، حيث تتراكم البكتيريا حول الجاذب، وبعيدًا عن المادة الطاردة. الدورق المستخدم في هذا الرسم التوضيحي مأخوذ من ويكيميديا كومنز.

فحص الانجذاب الكيميائي هو أداة تجريبية لتقييم القدرة الكيميائية للخلايا بدائية النواة أو حقيقية النواة. تم تطوير مجموعة متنوعة من التقنيات. بعض التقنيات نوعية-تسمح للمحقق بتحديد التقارب الكيميائي للخلية لتحليلها تقريبًا- بينما البعض الآخر كمي، مما يسمح بقياس دقيق لهذا التقارب.

## رقابة جودة
بشكل عام، فإن أهم المتطلبات هو معايرة وقت الحضانة لفحص كل من الخلية النموذجية والرابط المراد تقييمه. يؤدي وقت الحضانة القصير جدًا إلى عدم وجود خلايا في العينة، بينما يؤدي الوقت الطويل جدًا إلى اضطراب تدرجات التركيز وقياس الكيمياء الحركية أكثر من الاستجابة الكيميائية.
تقسم التقنيات الأكثر استخدامًا الى مجموعتين رئيسيتين:

## تقنية لوحة أجار
تتعامل طريقة التقييم هذه مع أجار أجار أو جيلاتين يحتوي على طبقات شبه صلبة مصنوعة قبل التجربة. يتم قطع الآبار الصغيرة في الطبقة وتمتلئ بالخلايا ومادة الاختبار. يمكن أن تهاجر الخلايا نحو التدرج الكيميائي في الطبقة شبه الصلبة أو تحت الطبقة أيضًا. تتعامل بعض الاختلافات في التقنية مع الآبار والقنوات المتوازية المتصلة بقطع في بداية التجربة (تقنية PP). يوفر الترتيب الشعاعي لتقنية PP (3 قنوات أو أكثر) إمكانية مقارنة النشاط الكيميائي لمجموعات الخلايا المختلفة أو تفضيل الدراسة بين الروابط.
عد الخلايا: يمكن عد الخلايا المستجيبة الإيجابية من مقدمة الخلايا المهاجرة، بعد التلوين أو في الظروف الأصلية باستخدام المجهر الضوئي.

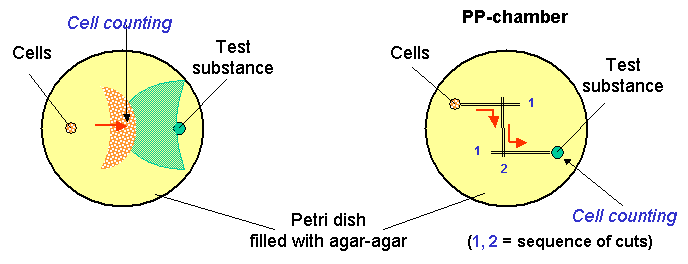
فحص الانجذاب الكيميائي باستخدام لوحة أجار

## تقنيات الغرفتين

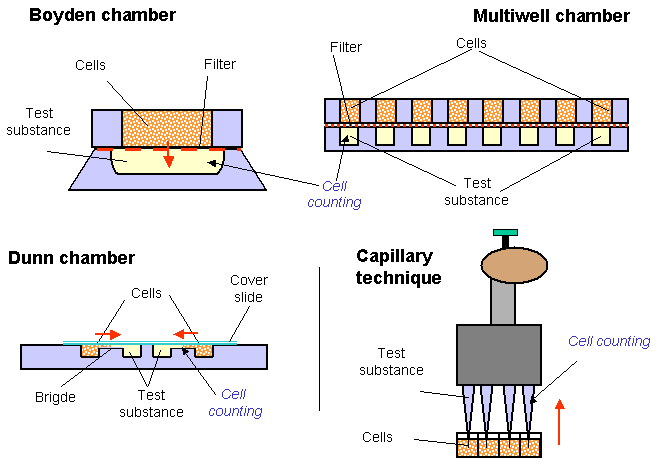
فحص غرفة الانجذاب الكيميائي

### غرفة بويدن
الغرف المعزولة بواسطة المرشحات هي أدوات مناسبة لتحديد السلوك الكيميائي بدقة. بنيت هذه الغرف من قبل بويدن. يتم وضع الخلايا المتحركة في الغرفة العلوية، بينما يملأ السائل الذي يحتوي على مادة الاختبار في الغرفة السفلية. يحدد حجم الخلايا المتحركة التي سيتم فحصها حجم مسام المرشح؛ من الضروري اختيار قطر يسمح بالنقل النشط. لتمثيله في ظروف الجسم الحي، تفضل العديد من البروتوكولات تغطية المرشح بجزيئات المصفوفة خارج الخلية (الكولاجين والإيلاستين وما إلى ذلك) تمت زيادة كفاءة القياسات من خلال تطوير غرف متعددة الطبقات (مثل مسبار عصبي)، حيث يقيم 24، 96، 384 عينة بشكل متوازي. ميزة هذا المتغير هو انه يقيم العديد من المتوازيات في ظروف متطابقة.

### غرف الجسر
في مكان آخر، توصل الغرف جنبًا إلى جنب أفقياً (غرفة زيجموند) أو على شكل حلقات متحدة المركز على شريحة (غرفة دن) يتطور تدرج التركيز على جسر متصل ضيق بين الغرف وعدد الخلايا المهاجرة يُحسب على سطح الجسر بواسطة المجهر الضوئي. في بعض الحالات، يملأ الجسر بين الغرفتين بأجار ويجب أن "تنزلق" الخلايا في هذه الطبقة شبه الصلبة.

### تقنيات الشعيرات الدموية
توفر بعض تقنيات الشعيرات الدموية ترتيبًا مشابهًا للغرفة، ومع ذلك، لا يوجد مرشح بين الخلايا ومادة الاختبار. يحصل على النتائج الكمية بواسطة نوع مولتي ويل لهذا المجس باستخدام ماصات ذات 4-8-12 قناة. تعد دقة الماصة وزيادة عدد عينات التشغيل المتوازي الميزة العظيمة لهذا الاختبار.
عد الخلايا: تعد الخلايا المستجيبة الإيجابية من الغرفة السفلية (فترة حضانة طويلة) أو من المرشح (فترة حضانة قصيرة). للكشف عن الخلايا، يتم استخدام تقنيات التلوين العامة (مثل أزرق تريبان) أو تحقيقات خاصة (مثل الكشف عن نازعة الهيدروجين باستخدام اختبار القياس اللوني لتقييم نشاط الخلية الاستقلابي). تُستخدم الخلايا المسمى (على سبيل المثال الفلوروكرومات)، في بعض الفحوصات تصنف الخلايا أثناء انتقال المرشح.

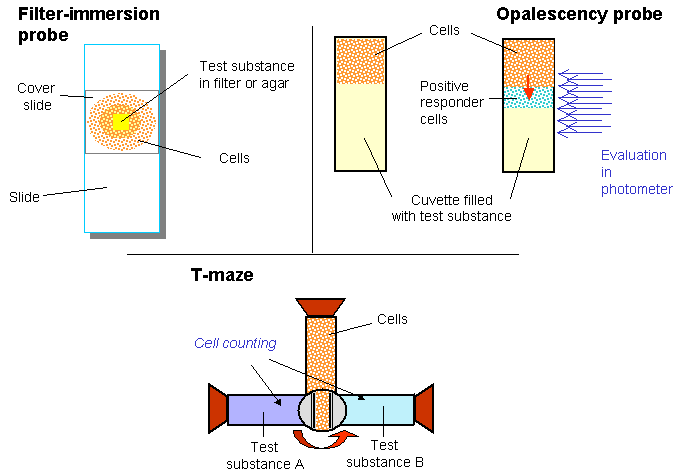
تقنيات أخرى لفحص الانجذاب الكيميائي

## تقنيات أخرى
إلى جانب مجموعة التقنيات الأكثر استخدامًا المذكورة أعلاه، طورت مجموعة واسعة من البروتوكولات لقياس النشاط الكيميائي. بعضها نوعي فقط، مثل اختبارات التجميع، حيث توضع قطع صغيرة من الأجار أو المرشحات على شريحة ويقاس تراكم الخلايا حولها.
في تقنية شبه كمية أخرى، تتراكم الخلايا على مادة الاختبار وتسجل التغييرات في بريق الحيز الأصلي الخالي من الخلايا خلال فترة الحضانة.
التقنية النوعية الثالثة المستخدمة بشكل متكرر هي متاهة تي وتكيفها مع الصفائح الدقيقة. في النسخة الأصلية، تمتلئ حاوية محفورة في وتد بالخلايا. ثم يتم لف الوتد وتتلامس الخلايا مع حاويتين أخريين مملوءتين بمواد مختلفة. توقف الحضانة عن طريق إعادة تعيين الوتد ويحسب رقم الخلية من الحاويات.
أيضا، في الآونة الأخيرة، استخدِمت أجهزة الموائع الدقيقة بشكل متكرر أكثر فأكثر للاختبار الكمي والدقيق للانجذاب الكيميائي.